# Guido Tonelli
Guido Tonelli, né le 8 novembre 1950 à Casola in Lunigiana, est un physicien des particules italien.

## Biographie
Guido Tonelli est né à Casola in Lunigiana en Italie, le 8 novembre 1950. Il a reçu son diplôme en physique en 1975 à l'Université de Pise en Italie, où il devient professeur en 1992.

## Publications
- Genèse - Le grand récit des origines, préface de Carlo Rovelli, Éditions Dunod, 256 p., 2022  (ISBN 978-2100830800)
- Temps ou Les mystères de Chronos, Éditions Dunod, 224 p., 2023  (ISBN 978-2-10-083915-5)
- Matière - Une magnifique illusion, Éditions Dunod, 240 p., 2024  (ISBN 978-2-10-086906-0)

## Récompenses
- 2012, Prix de physique fondamentale (spécial)

### Source de la traduction
- (en) Cet article est partiellement ou en totalité issu de l’article de Wikipédia en anglais intitulé « Guido Tonelli » (voir la liste des auteurs).